# LYMEC
Le LYMEC (European Liberal Youth)  est une organisation de jeunesse paneuropéenne dont l’objectif principal est de promouvoir les valeurs libérales au sein de l’Union européenne, et plus largement dans l’ensemble du continent européen.
Association indépendante, le LYMEC est également la branche jeunesse de l'ALDE. Il est membre du Forum européen de la jeunesse.

## Histoire
Le LYMEC a été créé en 1976. En tant qu’organisation de jeunesse, il favorise le développement des connaissances politiques et en termes d’éducation des jeunes dans l’ensemble de l’Europe.  Au Comité exécutif de juillet 1994 à Gummersbach (Allemagne), le nom de l’Association a été transformée en LYMEC, « Liberal and Radical Youth Movement of the European Union », à la suite de la création de l’Union européenne. 
Finalement, lors d’un congres extraordinaire en 2002 à Andorre, le nom de l’Association a été transformé en LYMEC, « European Liberal Youth », qui est son nom actuel,

## Objectifs et rôles
Le LYMEC à des objectifs à la fois pédagogiques et politiques. Elle réunit les mouvements de jeunes libéraux et radicaux qui souhaitent construire l’Union européenne et l’Europe dans son ensemble - afin de promouvoir, développer et mettre en œuvre les idées libérales, radicales et démocrates.
Elle joue un rôle politique dans la construction de l’Union européenne en tant qu’association de jeunes et en coopérant avec d’autres organisations libérales, radicales et paneuropéennes. 

## Organisation
Les membres du Bureau sont:
- Présidente: Antoaneta Asenova (Youth MRF),  Bulgarie
- Vice-président: Dan-Aria Sucuri (LUF),  Suède
- Trésorier: Marten Porte (Jonge Democraten),  Pays-Bas
- Chargée des politiques: Marina Sedlo (JuLis et LHG),  Allemagne
- Chargée de la communication:  Ida-Maria Skytte (Svensk Ungdom),   Finlande
- Chargée des événements et de la formation: Laia Comerma (JNC),  Espagne
- Chargée des coopérations: Ines Holzegger (JUNOS),  Autriche

Le secrétariat du LYMEC est dirigé par le Secrétaire général, élu pour deux ans. Le poste est actuellement occupé par Bàlint Gyevai de  Hongrie.

### Organisations membres

États avec des organisations membres

(octobre 2021).
| Nom                                            | Nom dans la langue d'origine                               | Pays               | Parti               | Type      | Status         |
| ---------------------------------------------- | ---------------------------------------------------------- | ------------------ | ------------------- | --------- | -------------- |
| Young Liberals of Andorra                      | Joventut Liberal d'Andorra, JLA                            | Andorre            | PLA                 | Jeunesse  | Membre plein   |
| ANC Youth                                      |                                                            | Arménie            | ANM                 | Jeunesse  | Membre plein   |
| JUNOS – Jeunes libéraux NEOS                   | JUNOS – Junge liberale NEOS                                | Autriche           | NEOS                | Jeunesse  | Membre plein   |
| Musavat Youth Organization                     |                                                            | Azerbaïdjan        | Musavat             | Jeunesse  | Membre associé |
| Civil Forum                                    | Gramadzianski Forum                                        | Biélorussie        | PFP                 | Jeunesse  | Membre plein   |
| Young VLD                                      | Jong VLD                                                   | Belgique           | VLD                 | Jeunesse  | Membre plein   |
| Federation of Liberal Students                 | Fédération des Étudiants Libéraux, FEL                     | Belgique           | —                   | Étudiants | Membre plein   |
| Youth of MR                                    | Jeunes MR                                                  | Belgique           | MR                  | Jeunesse  | Membre plein   |
| Young Liberals of Bosnia and Herzegovina       | Mladi Liberali Bosne i Hercegovine, MLBiH                  | Bosnie-Herzégovine | —                   | Jeunesse  | Membre plein   |
| Forum Mladih Naša stranka                      | Youth forum of Naša stranka                                | Bosnie-Herzégovine | Naša stranka        | Jeunesse  | Membre associé |
| Youth Movement for Rights and Freedom (YMRF)   | Mladejko dvijeni za prav i svobodi                         | Bulgarie           | DPS                 | Jeunesse  | Membre plein   |
| Young Croatian Liberals                        | Mladi hrvatski liberali, MHL                               | Croatie            | HSLS                | Jeunesse  | Membre plein   |
| Croatian People's Party Youth                  | Mladi Hrvatske Narodne Stranke – Liberalni Demokrati, mHNS | Croatie            | HNS                 | Jeunesse  | Membre plein   |
| Istrian Democratic Youth (IDY)                 |                                                            | Croatie            | IDS                 | Jeunesse  | Membre plein   |
| Young ANO (Mladé ANO)                          | Mladé ANO                                                  | Tchéquie           | ANO                 | Jeunesse  | Membre plein   |
| The Danish Social Liberal Youth                | Radikal Ungdom, RU                                         | Danemark           | RV                  | Jeunesse  | Membre plein   |
| Young Liberals of Denmark                      | Venstres Ungdom (VU)                                       | Danemark           | V                   | Jeunesse  | Membre plein   |
| Estonian Centre Party Youth                    | Eesti Keskerakonna Noortekogu, YAECP                       | Estonie            | K                   | Jeunesse  | Membre plein   |
| Estonian Reform Party Youth                    | ERPY                                                       | Estonie            | RE                  | Jeunesse  | Membre plein   |
| Centre Party Students                          | Keskustan Opiskelijaliitto, KOL                            | Finlande           | KESK                | Étudiants | Membre plein   |
| Finnish Centre Youth                           | Suomen Keskustanuoret, FCY                                 | Finlande           | KESK                | Jeunesse  | Membre plein   |
| Swedish Youth                                  | Svensk Ungdom, SU                                          | Finlande           | SFP                 | Jeunesse  | Membre plein   |
| Jeunes Radicaux                                | Jeunes Radicaux, JR                                        | France             | PR                  | Jeunesse  | Membre plein   |
| UDI Jeunes                                     | UDI Jeunes                                                 | France             | UDI                 | Jeunesse  | Membre associé |
| Federal Association of Liberal Students Groups | Bundesverband Liberaler Hochschulgruppen, LHG              | Allemagne          | FDP                 | Étudiants | Membre plein   |
| Jeunes libéraux                                | Junge Liberale, JuLis                                      | Allemagne          | FDP                 | Jeunesse  | Membre plein   |
| Young Liberals Greece                          | Ελεύθεροι Νέοι, ΕΛ.ΝΕ                                      | Grèce              | —                   | Jeunesse  | Membre plein   |
| Momentum TizenX                                | -                                                          | Hongrie            | Momentum            | Jeunesse  | Membre plein   |
| Hungarian Liberal Youth                        | LiFT – Liberális Fiatalok Társasága                        | Hongrie            | Liberalisok         | Jeunesse  | Membre associé |
| Ógra Fianna Fáil                               | -                                                          | Irlande            | FF                  | Jeunesse  | Membre plein   |
| Uppreisn                                       |                                                            | Islande            | Viðreisn            | Jeunesse  | Membre plein   |
| Jaunieši attīstībai                            | Attistibai Youth                                           | Lettonie           | Latvijas attīstībai | Jeunesse  | Membre plein   |
| Movement for! Youth                            | PAR Jauniešiem                                             | Lettonie           | PAR                 | Jeunesse  | Membre associé |
| Lithuanian Liberal Youth                       | Lietuvos Liberalus Jaunimas, LLJ                           | Lituanie           | —                   | Jeunesse  | Membre plein   |
| Young Democrats of Luxemburg                   | Jonk Demokraten                                            | Luxembourg         | PD                  | Jeunesse  | Membre plein   |
| Liberal-Democratic Youth                       | Liberalno-Demokratska Mladina, LiDeM                       | Macédoine du Nord  | LDP                 | Jeunesse  | Membre plein   |
| Liberal youth of Montenegro                    | Mladi Liberali Crne Gore, MLCG                             | Monténégro         | LPCG                | Jeunesse  | Membre plein   |
| Liberal Youth of Moldova                       |                                                            | Moldavie           | PL                  | Jeunesse  | Membre plein   |
| Young Democrats                                | Jonge Democraten, JD                                       | Pays-Bas           | D66                 | Jeunesse  | Membre plein   |
| Youth Organisation Freedom and Democracy       | Jongeren Organisatie Vrijheid & Democratie, JOVD           | Pays-Bas           | VVD                 | Jeunesse  | Membre plein   |
| Young Liberals of Norway                       | Norges Unge Venstre, NUV                                   | Norvège            | V                   | Jeunesse  | Membre plein   |
| Norwegian Liberal Students                     | Norges Liberale Studentforbund, NLSF                       | Norvège            | V                   | Étudiants | Membre associé |
| Nowoczesna Youth                               | Młodzi .Nowocześni                                         | Pologne            | .N                  | Jeunesse  | Membre associé |
| Save Romania Union Youth                       | USR Tineret                                                | Roumanie           | USR                 | Jeunesse  | Membre associé |
| Vesna Youth Democratic Movement                | Молодёжное демократическое движения «Весна»                | Russie             | —                   | Jeunesse  | Membre associé |
| New Party Youth Forum                          | Forum mladih Nove stranke                                  | Serbie             |                     | Jeunesse  | Membre plein   |
| Liberal Democratic Party Youth (mLDP)          |                                                            | Serbie             | LDP                 | Jeunesse  | Membre plein   |
| Youth circle of SMC                            | Korg Mladih SMC                                            | Slovénie           | SMC                 | Jeunesse  | Membre associé |
| Young Progressives                             | Mladí progresívci, MP                                      | Slovaquie          | PS                  | Jeunesse  | Membre associé |
| Young Citizens                                 | Jóvenes Ciudadanos, Jcs                                    | Espagne            | Cs                  | Jeunesse  | Membre plein   |
| Jeunesse Nationaliste de Catalogne             | Joventut Nacionalista de Catalunya, JNC                    | Espagne            | JUNTS               | Jeunesse  | Membre plein   |
| Centre Party Students                          | Centerstudenter, CS                                        | Suède              | C                   | Étudiants | Membre plein   |
| Centre Party Youth                             | Centerpartiets ungdomsförbund, CUF                         | Suède              | C                   | Jeunesse  | Membre plein   |
| Liberal Youth of Sweden                        | Liberala ungdomsförbundet, LUF                             | Suède              | L                   | Jeunesse  | Membre plein   |
| Jeunes libéraux-radicaux suisses               | Jungfreisinnige Schweiz, JFS                               | Suisse             | FDP                 | Jeunesse  | Membre plein   |
| Young Green Liberals of Switzerland            | Junge Grünliberale, jglp                                   | Suisse             | glp                 | Jeunesse  | Membre plein   |
| European Youth of Ukraine                      | Європейська молодь України, EMU                            | Ukraine            | EPU                 | Jeunesse  | Membre plein   |
| Liberal Democratic League of Ukraine           | Ліберально-демократична ліга України, LDLU                 | Ukraine            | —                   | Jeunesse  | Membre plein   |
| Young Liberals                                 |                                                            | Royaume-Uni        | LD                  | Jeunesse  | Membre plein   |
| Gibraltar Liberal Youth (GLY)                  | -                                                          | Royaume-Uni        | LPG                 | Jeunesse  | Membre plein   |
| Alliance Youth                                 | -                                                          | Royaume-Uni        | Alliance Party      | Jeunesse  | Membre associé |

## Identité visuelle

Ancien logo.
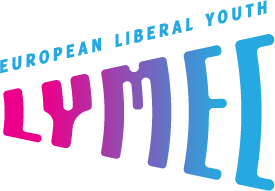
Logo actuel.